# Zemelmolen
De Zemelmolen, ook wel Zemelpoldermolen of Molen van de Zemelpolder genoemd, is een achtkantige poldermolen uit 2003 in de Nederlandse plaats Lisse. De Zemelmolen is maalvaardig, maar bemaalt slechts nog dankzij vrijwilligers. In de molen bevindt zich een ijzeren scheprad.
De molen had de status rijksmonument, maar is thans een gemeentelijk monument.

## Geschiedenis
De oorspronkelijke Zemelmolen werd in 1662 in gebruik gesteld, voor het op peil houden van het water in de aangrenzende Zemelpolder. Deze molen is in 1708 afgebrand en herbouwd. In 1928 ging na het vervangen van het scheprad door een elektrisch aangedreven vijzel de functie van de molen verloren, maar de molen draaide nog steeds op vrijwillige basis en werd goed onderhouden. In 1943 is de molen gekocht door de gemeente Lisse voor het symbolische bedrag van één gulden. Door het gebrek aan elektriciteit in het jaar 1945, werd de vijzel aangedreven door een automotor. Sinds de jaren '60 is het door bebouwing en begroeiing steeds lastiger geworden voor de wieken om genoeg wind te vangen. 
In de nacht van 3 op 4 november 1999 is de molen door onbekende oorzaak afgebrand en grotendeels verwoest. Dit leidde tot de oprichting van "Stichting Herbouw Molen Lisse", op initiatief van de Vereniging Oud-Lisse. Op 19 juli 2001 besloot de gemeenteraad van Lisse de molen te herbouwen. De molen krijgt hierbij ook zijn scheprad terug en daarbij ook zijn functie van het bemalen van de Zemelpolder, maar wordt hierbij bijgestaan door een elektische pomp die in de buurt staat. Op 6 juni 2003 is de molen officieel heropend.  De huidige molen is geen exacte kopie van zijn voorganger, zo zijn de roeden vergroot van 17,80 m naar 19,30 m.

## Trivia
- In het gras naast de molen ligt de bovenas van zijn voorganger, die na de brand in 1999 is afgekeurd.